# ルフトハンザ・リージョナル

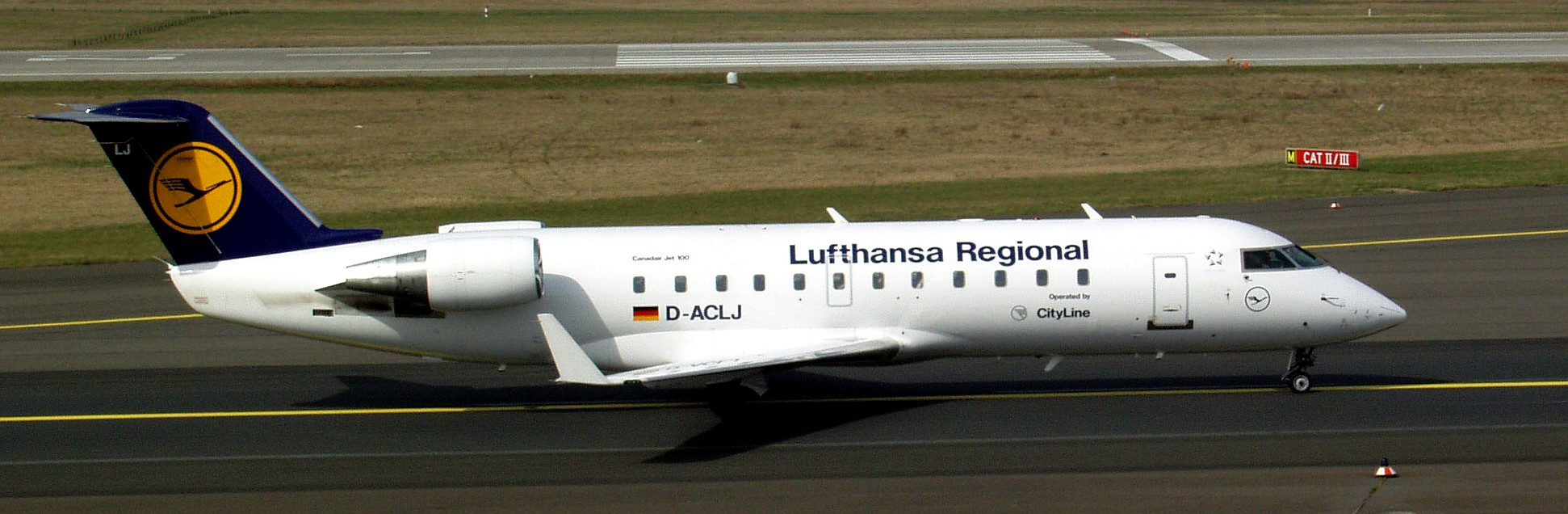
CityLine CRJ-100

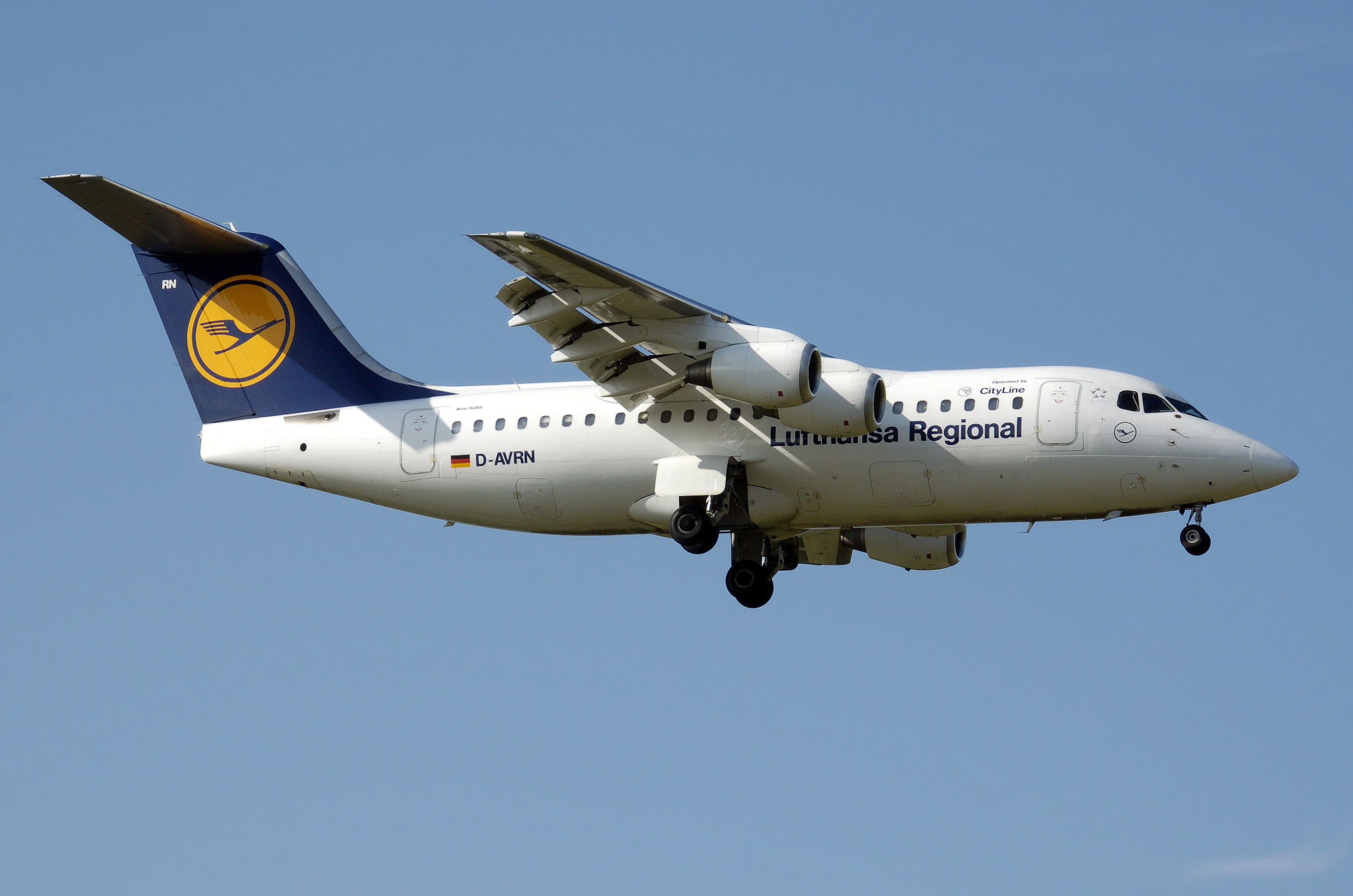
CityLine Avro RJ85 landing

ルフトハンザ・リージョナル（前チーム・ルフトハンザ）とはルフトハンザの地域航空連合。ドイツ最大の地域航空連合であり、年間旅客数は約1050万人、就航都市は80以上、路線は150を超える。

## 加盟航空会社

### 現在の加盟航空会社
ルフトハンザ・リージョナルは2つの航空会社で構成される。
- エア・ドロミティ
- ルフトハンザ・シティーライン

### 過去の加盟航空会社
- オーグスバーグ航空（英語版）
- コンタクト航空（英語版）
- ユーロウイングス

## 保有機材
As of February 2017, the combined fleet of both airlines operating for Lufthansa Regional consists of the following aircraft: